# سانیش (داکوتای شمالی)
سانیش (به انگلیسی: Sanish) یک منطقهٔ مسکونی در ایالات متحده آمریکا است که در شهرستان مونتریل، داکوتای شمالی واقع شده‌است. سانیش ۶۴۵٫۸۸ متر بالاتر از سطح دریا قرار دارد.